# Einar Bull
Einar Marensius Bull (Alta, 20 settembre 1942) è un diplomatico norvegese, ambasciatore in Italia dal 2006 al 2011..

## Biografia
Bull è nato ad Alta, nella contea di Finnmark, nell'estremo nord della Norvegia.
Laureatosi in Economia e commercio (Siviløkonom) all'Istituto Superiore Norvegese di Economia e Gestione Aziendale di Bergen, ha intrapreso la carriera diplomatica nel 1969 presso la sezione norvegese del Movimento Europeo Internazionale ad Oslo. Tra il 1973 e il 1975 è stato vice console a Genova; tra il 1975 e il 1978 è primo segretario d'ambasciata presso la delegazione norvegese alla NATO a Bruxelles; tra il 1978 e il 1982 è consigliere al Ministero degli Affari Esteri della Norvegia.
Nel 1984 diviene ambasciatore: prima a Lagos (1984-1988) accreditato per la Nigeria, il Benin, il Camerun, il Ghana e il Togo; poi a Bruxelles a capo della delegazione norvegese presso l'Unione europea (1996-2001); infine a Roma (2006-2011).
Bull è stato anche presidente dell'autorità di sorveglianza dell'EFTA a Bruxelles dal 2002 al 2004 e dal 2005 al 2006.